# Juozapine
Juozapinė är ett berg i Litauen som når 293 meter över havet. Det är beläget i Medininkaihöglandet nära gränsen till Belarus. Berget har länge ansetts vara Litauens högsta punkt och finns angivet som detta i en mängd källor. En noggrann uppmätning 2004 visade emellertid att en annan höjd i närheten var något högre och den fick namnet Aukštojas. Juozapinės höjd fastställdes till 292,7 m ö.h. medan det ca 500 meter därifrån belägna Aukštojas når 293,84 m ö.h. I själva verket är Juozapinė bara Litauens tredje högsta berg eftersom det ca 10 km därifrån belägna Kruopinė (Žybartonys) når 293,65 m ö.h.